# Pallidotomia
Pallidotomia (ang. pallidotomy) – procedura neurochirurgicznego leczenia zaburzeń ruchu, stosowana m.in. w chorobie Parkinsona i dystoniach. Pierwszą pallidotomię wykonał Hirotaro Narabayashi. 
Zabieg pallidotomii polega na zniszczeniu (ablacji) przy pomocy termoelektrody celu, jakim jest część tylno-brzuszna gałki bladej wewnętrznej (postero-ventral pallidotomy, PVP). Możliwe powikłania to niedowład po zbyt przyśrodkowo wykonanym zabiegu, związany z uszkodzeniem torebki wewnętrznej, i niedowidzenie połowicze przeciwstronne, spowodowane uszkodzeniem pasma wzrokowego przy zlokalizowaniu celu pallidotomii zbyt nisko.